# Геловани, Арчил Викторович (продюсер)
Арчи́л Ви́кторович Гелова́ни (род. 15 декабря 1974, Москва) — грузинский предприниматель, кинопродюсер. Основатель и руководитель студии «Независимый Кинопроект».

## Биография
Родился 15 декабря 1974 в Москве. Принадлежит к известному роду Геловани. Его дед и полный тезка Арчил Викторович Геловани — советский военачальник, маршал инженерных войск СССР.
В 1991 году поступил на факультет международного права Московского государственного института международных отношений.
В 1994 году работал в компании Ascop corporation в Нью-Йорке. В 1996 году продолжил учёбу в Гарвардском, а затем в Бостонском университетах.
С 2001 года начинает инвестировать в ряд инновационных высокотехнологичных проектов. Учреждает компанию «Дженерал Нано Оптикс» (General Nano Optics), занимающуюся разработкой и производством высокомощных полупроводниковых лазеров, а также научно-производственное объединение «НЕОЦИНК», специализирующееся на производстве защитных покрытий для металлических изделий (термодифузионное цинкование).
С 2007 года параллельно с предпринимательской деятельностью начинает продюсировать художественные фильмы.
С сентября 2009 по сентябрь 2011 года — Председатель совета директоров киностудии «Грузия фильм». Проводит большую работу по восстановлению архива «золотого фонда» киностудии.
С сентября 2009 года сосредоточил деятельность на управлении собственными инвестиционными проектами и продюсировании фильмов в рамках студии «Независимый кинопроект». 
Играл в фильме Петра Буслова «Бумер. Фильм второй».

## Семья
Отец — Геловани, Виктор Арчилович — советский и российский учёный, академик РАН, доктор технических наук. Мать — Анджапаридзе-Геловани, Нана Александровна — военный врач, кардиолог.
Сыновья — Николай (род. 14.11.2009), Константин (род. 15.01.2013), дочь Эмми (род. 25.01.2017).
Жена — Оксана Акиньшина.

## Уголовное дело
В середине августа 2010 года Арчил Геловани был арестован по делу о краже редких книг из библиотеки ТГУ, Тбилиси. Его обвиняют в том, что он покупал раритетные издания, несмотря на то, что знал их происхождение. При обыске у него была обнаружена 41 книга. По словам Геловани, он заплатил от 350 до 1200 долларов США за каждую из них.

## Фильмография

### Продюсер
- 2007 — Русский треугольник, режиссёр — Цабадзе, Александр Георгиевич
- 2008 — Три дома, режиссёр — Урушадзе, Заза Рамазович
- 2008 — Эскиз к портрету Сановича, режиссёр — Рехвиашвили, Александр Павлович
- 2008 — Дом радости, режиссёр — Кокочашвили, Мераб Арчилович
- 2009 — Эльдар Шенгелая, режиссёр — Цинцадзе, Дито
- 2009 — Женщины из Грузии, режиссёр — Когуашвили, Леван
- 2009 — Зона конфликта, режиссёр — Бурдули, Вано
- 2010 — Дни Улиц (Прогульщики), режиссёр — Когуашвили, Леван
- 2010 — Рене едет в Голливуд, режиссёр — Цабадзе, Александр Георгиевич
- 2010 — Мне без тебя не жить, режиссёр — Тутберидзе, Леван
- 2010 — Охотник, режиссёр — Бакурадзе, Бакур Лериевич
- 2012 — Любовь с акцентом, режиссёр — Гигинеишвили, Реваз Давидович
- 2015 — Без границ, режиссёр — Гигинеишвили, Реваз Давидович, Прыгунов, Роман Львович